# Linia kolejowa 153 Zvolen – Čata
Linia kolejowa nr 153 Zvolen – Čata – linia kolejowa na Słowacji o długości 106 km, łącząca miejscowości Zwoleń i Čata. Jest to linia jednotorowa oraz niezelektryfikowana.